# Konandron
Konandron (lat. Conandron), monotipski biljni rod iz porodice gesnerijevki. Jedina vrsta je C. ramondioides

## Etimologija
Ime roda dolazi od grčkog κωνος, kōnos = stožac, i άνδρών, andrōn = dio antičke kuće u kojoj su muškarci radili povučeno od žena. Prašnici tvore poseban stožac tako da su rubovi spojeni i imaju izduženi vršni dodatak.

## Opis
Conandron je rod koji se sastoji od jedne vrste malih ukrasnih alpskih trajnica porijeklom iz Japana, jugoistočne Kine i Tajvana. Botanički naziv dolazi od grčkog, što znači "prašnik u obliku stošca". Ove su biljke gotovo bez stabljike s radikalno golim, nabranim, debelim naboranim listovima u ravnim čupercima s listovima dugim oko 6 inča. Uspravne cvjetne stabljike izviru iz zemlje, noseći ljeti brojne lijepe lila i bijele cvjetove u obliku zvijezda sa svijetloljubičastim središtima.  Broj kromosoma: 2n = 32. 
Biljke obično rastu na vlažnom kamenju obraslom mahovinom i tolerantne su na lagani mraz, posebno ako su zaštićene izolacijskim snijegom i ako nisu izložene mokrom tlu tijekom zime.